# L'Îlot-Trafalgar-Gleneagles
L'Îlot-Trafalgar-Gleneagles est un îlot urbain située sur le chemin de la Côte-des-Neiges à Montréal au Québec (Canada), sur le versant ouest du mont Royal.
Il a été reconnu comme site historique en 2002 par le ministère de la Culture et des Communications. En 2012, il a été classé site patrimonial lors de la mise en vigueur de la loi sur le patrimoine culturel.

## Description
L'îlot est situé entre les chemins de la Côte-des-Neiges et McDougall.
Il composé de quatre bâtiments, soit l'immeuble Gleneagles, un édifice de style Scottish Baronial, l'immeuble Trafalgar, un immeuble de style Château et les maisons Thompson (1907) et  Sparrow (1910),. 

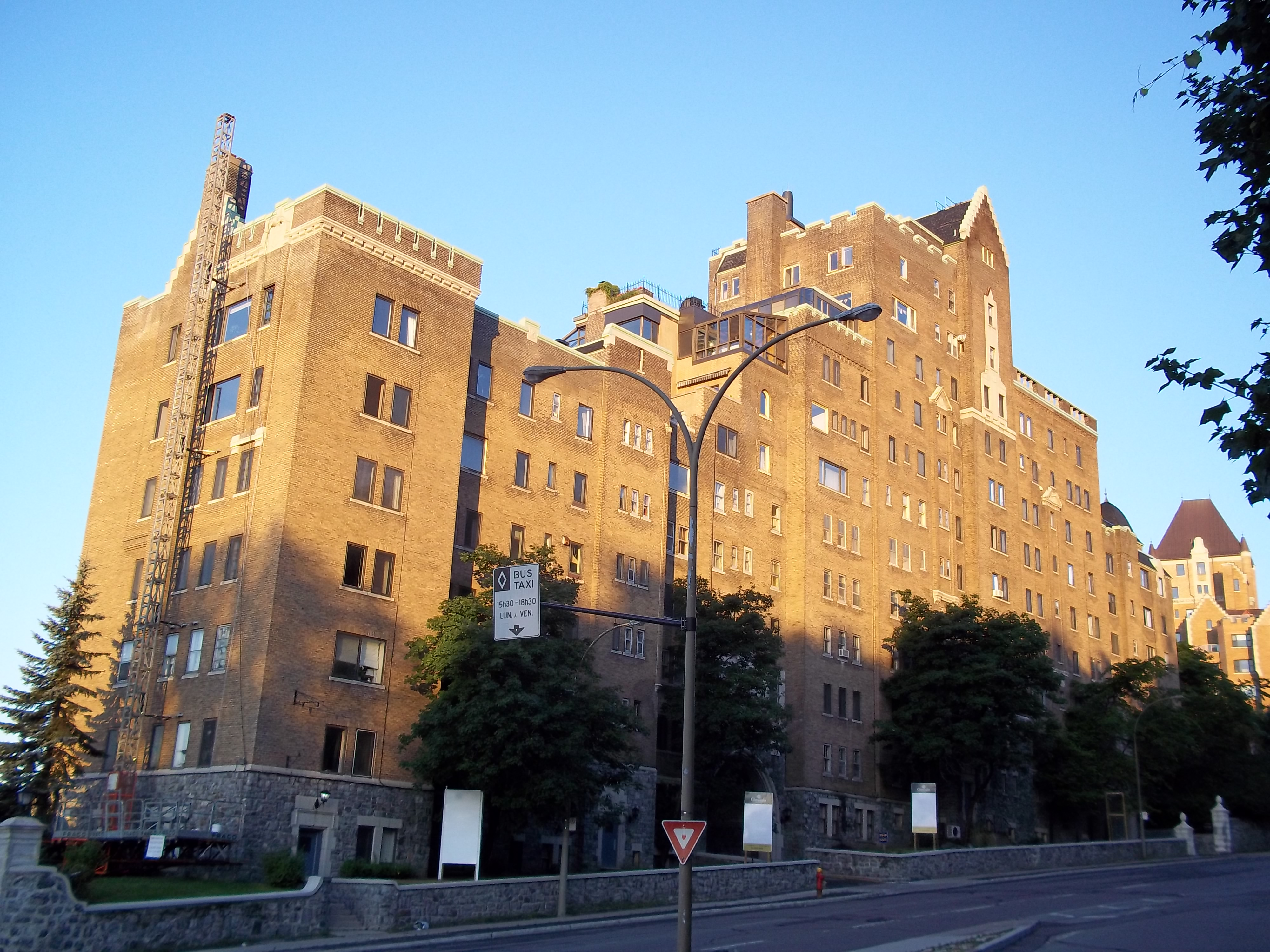
Immeuble Gleneagles
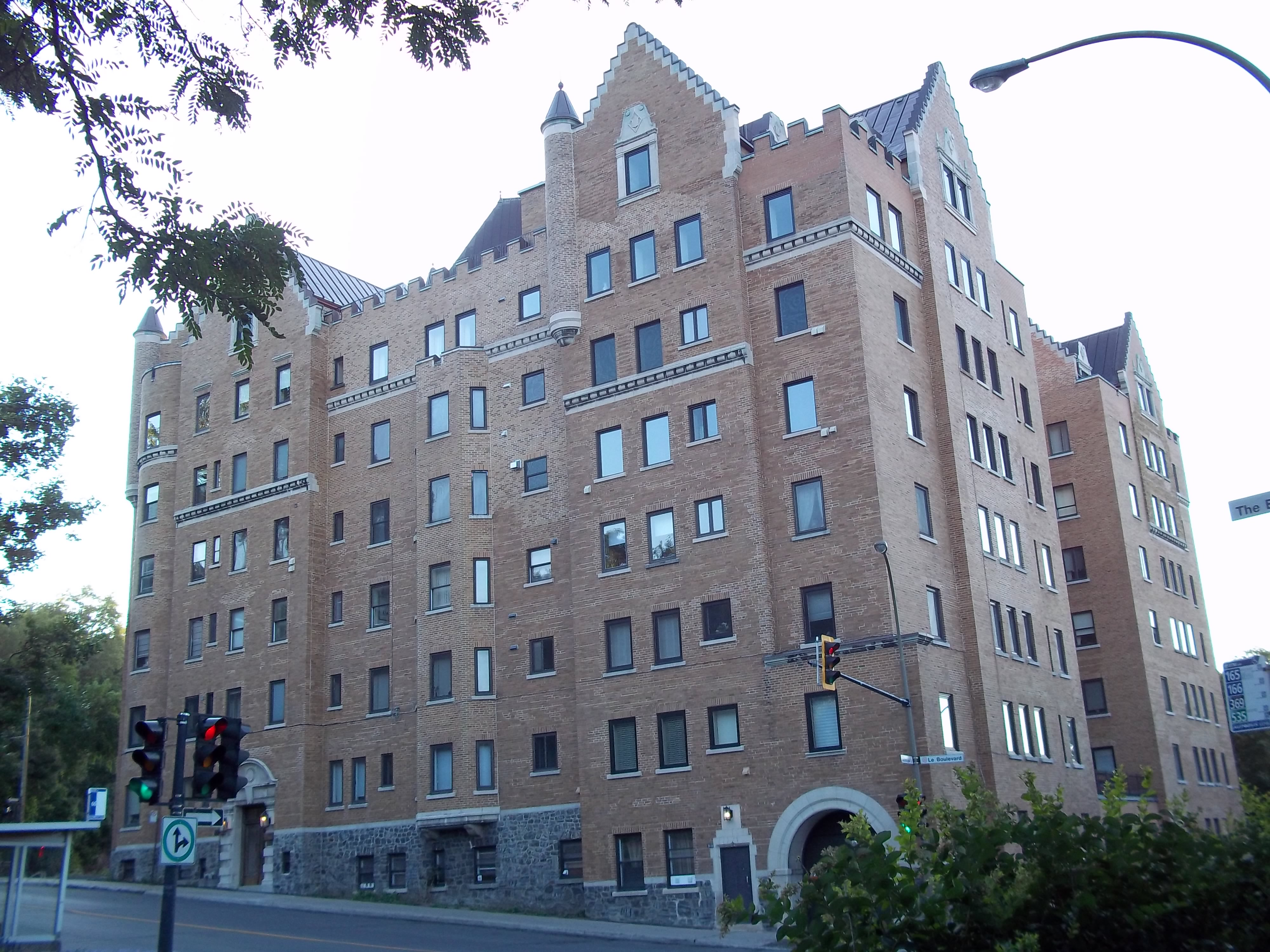
Immeuble Trafalgar
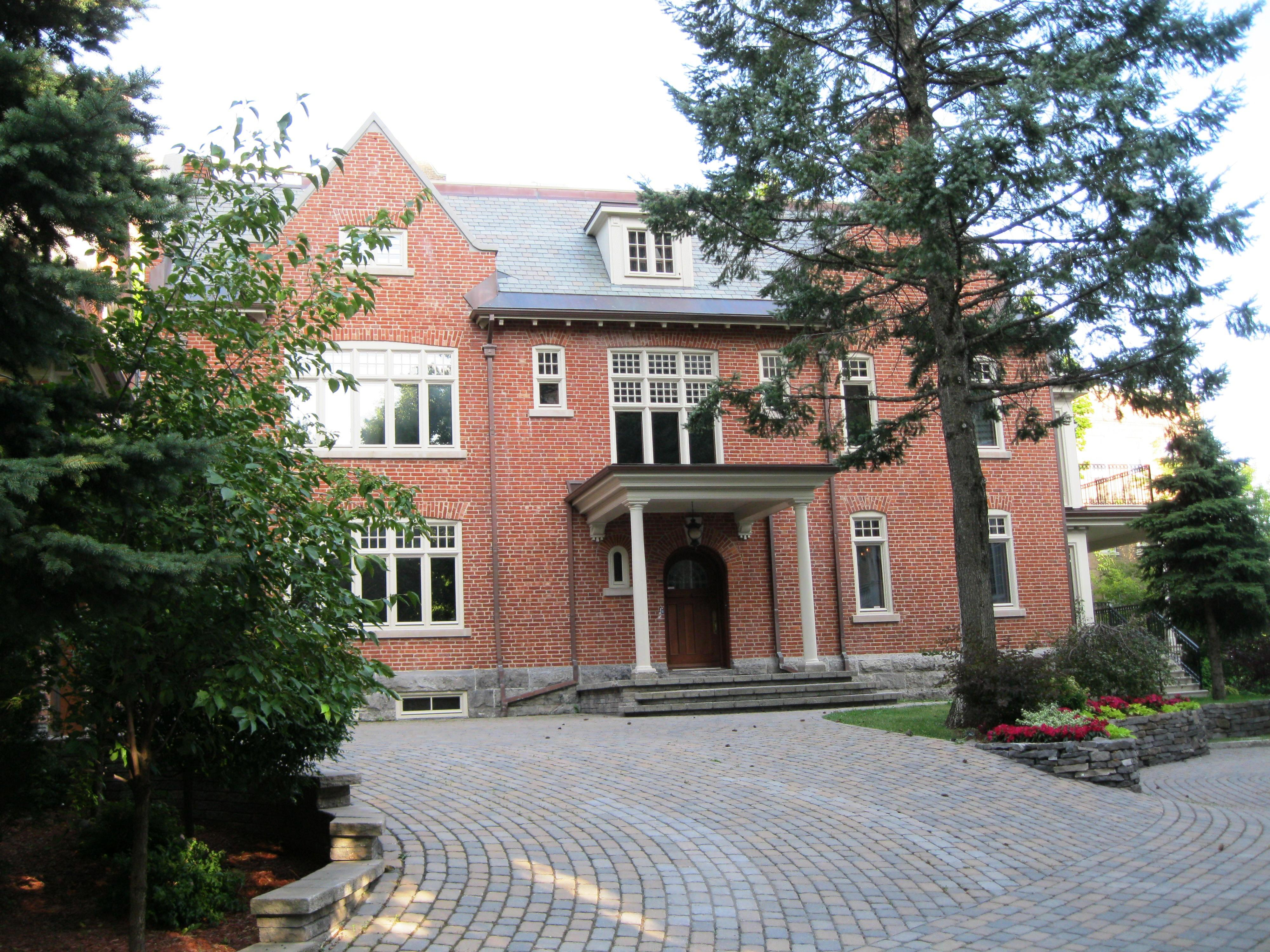
Maison Thompson
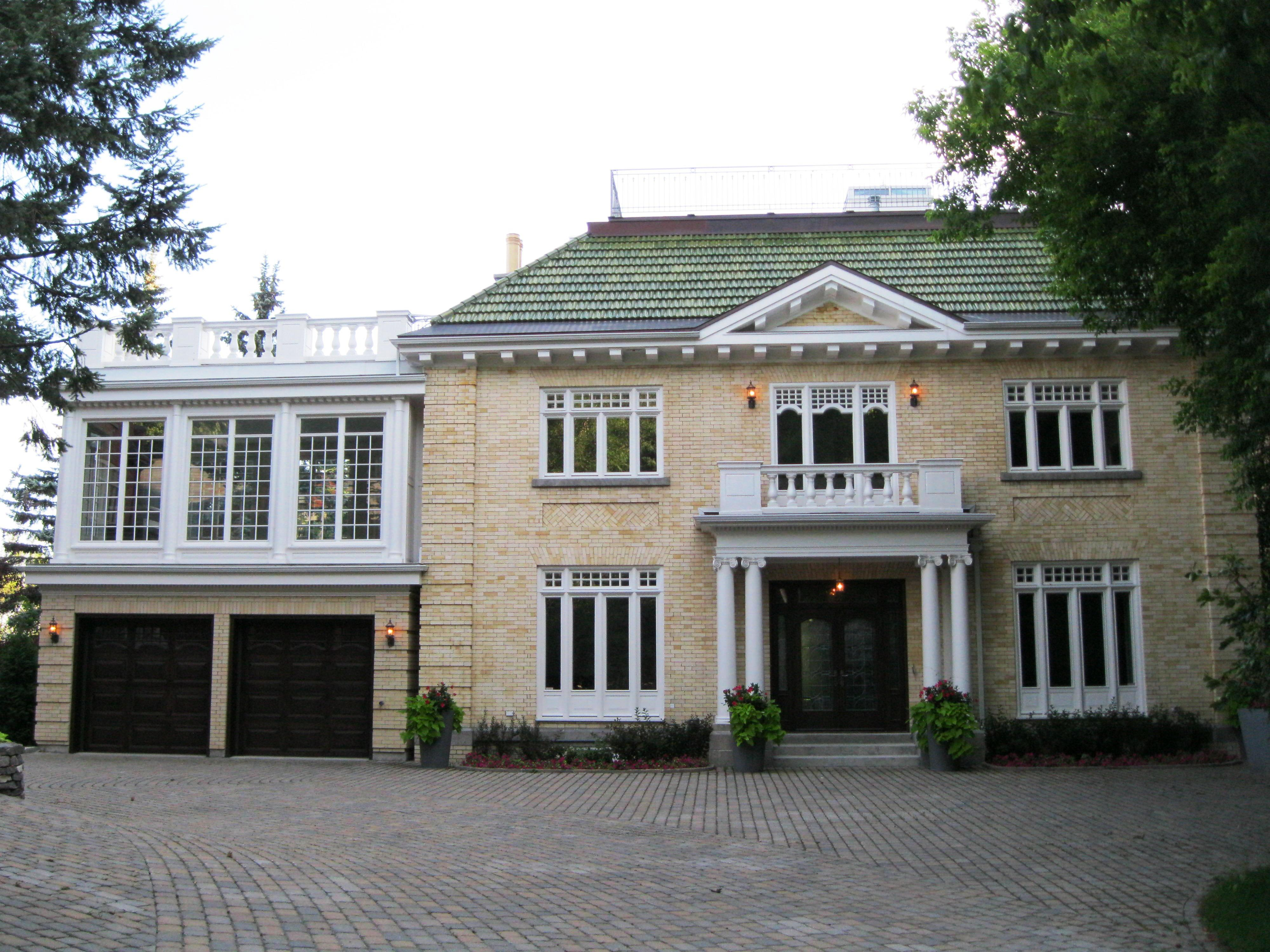
Maison Sparrow

Au temps de la reconnaissance du site en 2002, les maisons Sparrow et Thompson étaient menacées de démolition. Elles étaient menacées par un promoteur immobilier qui voulait y construire une tour de 10 étages sur le site des maisons. Ce projet a été bloqué par le ministre de la Culture et des Communications quelques jours avant que la Ville de Montréal aient à rendre sa décision sur le projet. En protégeant le site, la ministre a aussi travaillé avec la Ville dans le but de l'inclure dans le site patrimonial du Mont-Royal.

## Immeuble Gleneagles
L'immeuble Gleneagles, situé au 3940-3946 chemin de la Côte-des-Neiges, est un immeuble d'habitation de 13 étages, construit entre 1929 et 1930 par les architectes Ross et Macdonald.